# Siegfried Haenicke
Siegfried Haenicke (8 de setembro de 1878 - 19 de fevereiro de 1946) foi um general alemão que serviu no Deutsches Heer durante a Segunda Guerra Mundial. Foi condecorado com a Cruz de Cavaleiro da Cruz de Ferro.

## Carreira militar

### Patentes
| Sekondeleutnant        | 13 de março de 1897    |
| Leutnant               | 1 de janeiro de 1899   |
| Oberleutnant           | 18 de maio de 1907     |
| Hauptmann              | 18 de dezembro de 1912 |
| Major                  | 18 de maio de 1920     |
| Oberstleutnant         | 1 de outubro de 1925   |
| Oberst                 | 1 de fevereiro de 1929 |
| Generalmajor           | 1 de abril de 1932     |
| Generalleutnant        | 1 de novembro de 1939  |
| General der Infanterie | 1 de abril de 1942     |

### Condecorações
| Cruz de Ferro (1914) 2ª Classe                                      |                        |
| Cruz de Ferro (1914) 1ª Classe                                      |                        |
| Distintivo de Feridos (1914) em Preto                               |                        |
| Cruz Hanseática de Hamburgo                                         |                        |
| Cruz do Mérito Militar 3ª Classe                                    |                        |
| Cruz de Serviço (Prússia)                                           |                        |
| Cruz de Cavaleiro da Ordem da Casa Real de Hohenzollern com Espadas |                        |
| Pour le Mérite                                                      | 14 de junho de 1918    |
| Cruz de Honra da Guerra Mundial 1914/1918                           |                        |
| Cruz de Ferro (1939) 2ª Classe                                      |                        |
| Cruz de Ferro (1939) 1ª Classe                                      |                        |
| Medalha da Frente Oriental                                          |                        |
| Cruz Germânica em Ouro                                              | 4 de setembro de 1942  |
| Cruz de Cavaleiro da Cruz de Ferro                                  | 17 de setembro de 1941 |